# Giornale di fisica, chimica, storia naturale, medicina, ed arti
Giornale di fisica, chimica, storia naturale, medicina, ed arti (abreviado Giorn. Fis. Chim. Storia Nat. Med. Arti) es una revista ilustrada con descripciones botánicas que fue editada en Italia. Se publicaron los Vols. 6–10, en los años 1813–1817; Dec. 2, vols. 1–10, 1818–27. Fue precedida por Giornale di fisica, chimica e storia naturale.